# Deep Water (filme)
Deep Water é um filme de suspense psicológico erótico de 2022 dirigido por Adrian Lyne, com um roteiro escrito por Zach Helm e Sam Levinson, baseado no romance homônimo de 1957 de Patricia Highsmith. O filme é estrelado por Ben Affleck e Ana de Armas, com Tracy Letts, Lil Rel Howery, Dash Mihok, Finn Wittrock, Kristen Connolly e Jacob Elordi aparecendo em papéis coadjuvantes. Ele marca o retorno de Lyne ao cinema após uma ausência de 20 anos desde seu último filme, Unfaithful (2002), e o primeiro filme erótico da Disney em 28 anos desde Color of Night (sem contar nenhum da Miramax Films antes de 2010, nem os herdados do catálogo da 20th Century Fox).
Deep Water foi lançado no Hulu em 18 de março de 2022, após vários atrasos devido à pandemia de COVID-19. Ele recebeu críticas mistas a negativas dos críticos.

## Sinopse
Buscando evitar o divórcio, um marido permite que sua esposa tenha casos com outras pessoas, e se torna o principal suspeito do desaparecimento de seus amantes.

## Elenco
| Intérprete        | Personagem        |
| ----------------- | ----------------- |
| Ben Affleck       | Vic Van Allen     |
| Ana de Armas      | Melinda Van Allen |
| Tracy Letts       | Lionel            |
| Rachel Blanchard  | Maggie            |
| Lil Rel Howery    | Nash              |
| Finn Wittrock     | Dom               |
| Jacob Elordi      | Terry             |
| Dash Mihok        | Arthur            |
| Kristen Connolly  | Jackie            |
| Jade Fernandez    | Evelyn            |
| Michael Braun     | Jeff Peterson     |
| Michael Scialabba | Kevin Washington  |

## Produção
O projeto começou a ser desenvolvido em 2013, com Adrian Lyne definido para dirigir e a Fox 2000 Pictures como financiadora. A Fox 2000 vendeu os direitos para a New Regency em 2018. Em agosto de 2019, Ben Affleck e Ana de Armas foram escalados, com a Walt Disney Studios Motion Pictures concordando em lidar com a distribuição sob o nome da 20th Century Fox. Em outubro de 2019, Tracy Letts e Rachel Blanchard se juntaram ao elenco do filme.
As filmagens começaram em Nova Orleães em 4 de novembro de 2019, com a adição de Dash Mihok, Lil Rel Howery, Jacob Elordi, Kristen Connolly, Jade Fernandez e Finn Wittrock ao elenco. Em dezembro de 2019, Michael Braun se juntou ao elenco do filme.

## Lançamento
Deep Water está programado para ser lançado nos cinemas dos Estados Unidos em 14 de janeiro de 2022, pela 20th Century Studios. O filme foi originalmente programado para ser lançado em 13 de novembro de 2020, mas foi adiado para 13 de agosto de 2021, e novamente para a data de janeiro de 2022, devido á pandemia de COVID-19.
No Brasil, o filme está agendado para ser lançado em 13 de janeiro de 2022.